# Johann Konrad Ammann
Johann Konrad Ammann (Schaffhausen, batizado em 7 de fevereiro de 1669 — Warmond, perto de Leida, 1724) foi um médico suíço e educador de pessoas surdas. Ele é frequentemente confundido com Johann Conrad Ammann, que nasceu em 1724 e morreu em 1811 em Schaffhausen.

## Biografia
Após graduar-se em Medicina na Basileia em 1687, Ammann começou a trabalhar como médico em Amsterdã, onde ganhou grande reputação. Foi um dos primeiros escritores sobre a educação de pessoas surdas, e o primeiro a chamar a atenção para o seu método em seu Surdus loquens (Amsterdã, 1692), que foi muitas vezes reimpresso, e foi reproduzido por John Wallis em Philosophical Transactions (1698). Seu método de educação serviu de base para a construção do modelo alemão de ensino aos surdos, usado por Heinicke (Ammann recorria ao uso do paladar para ensinar os sons das letras)
Seu processo consistia principalmente em chamar a atenção de seus alunos para os movimentos dos lábios e da laringe, enquanto falava, e depois induzia-os a imitar esses movimentos, até fazê-los repetir distintamente as letras, sílabas e palavras. Ammann cria que a língua gestual (no Brasil: língua de sinais) atrofiava a mente, no que refere ao desenvolvimento da fala e do pensamento. Casou com Maria Birrius (ou Birris) em Amsterdã, em 1694. Morreu em Warmond, perto de Leida em 1724.